# Hydrocyphon deflexicollis
Hydrocyphon deflexicollis là một loài bọ cánh cứng trong họ Scirtidae. Loài này được P. W. J. Müller miêu tả khoa học năm 1821.